# Acuerdo Transpacífico de Cooperación Económica
El Acuerdo Transpacífico de Cooperación Económica (inglés: Trans-Pacific Partnership, TPP; en francés: Accord de partenariat transpacifique) fue una propuesta de tratado de libre comercio entre varios países de la Cuenca del Pacífico firmado el 4 de febrero de 2016 en Auckland, Nueva Zelanda. Entre otras cosas, el TPP busca rebajar las barreras comerciales, establecer un marco común de propiedad intelectual, reforzar los estándares de derecho del trabajo, derecho ambiental y establecer un mecanismo de arbitraje de diferencias. TPP era considerado por el gobierno de los Estados Unidos como el tratado complementario a la Asociación Transatlántica para el Comercio y la Inversión (TTIP), un acuerdo similar entre Estados Unidos y la Unión Europea.
Acuerdo Estratégico Trans-Pacífico de Asociación Económica (o Acuerdo P4), un tratado de libre comercio firmado por Brunéi, Chile, Nueva Zelanda y Singapur, el 3 de junio de 2005 y que entró en vigencia el 1 de enero de 2006. Desde 2008, otros países se sumaron para un acuerdo más amplio: Australia, Canadá, Estados Unidos, Japón, Malasia, México, Perú y Vietnam, aumentando el número de países firmantes a doce.
Tras el abandono de Estados Unidos su ratificación se tornó imposible, por lo que se procedió a un nuevo acuerdo, el Tratado Integral y Progresivo de Asociación Transpacífico (Comprehensive and Progressive Agreement for Trans-Pacific Partnership, CPTPP) o TPP-11, ratificado en marzo de 2018.

## Historia

### P4
El TTP tiene sus antecedentes en el tratado inicialmente conocido como Pacific Three Closer Economic Partnership (P3-CEP), cuyas negociaciones en la cumbre del Foro de Cooperación Económica Asia-Pacífico (APEC) realizada el año 2002 en Los Cabos, México, entre el presidente de Chile Ricardo Lagos, y los primeros ministros Helen Clark, de Nueva Zelanda, y Goh Chok Tong, de Singapur. Además Canda se vio obligado a negociar ciertos acuerdos, puesto que a su pobre capacidad de cosecha, se le prohibió el libre comercio de agricultura.
Posteriormente, Brunéi participó por primera vez en la quinta ronda de negociaciones en abril de 2005, momento desde el cual se conoció como Acuerdo P4. A pesar de sus diferencias culturales y geográficas, los cuatro miembros originales comparten ciertas características: aunque todos son países relativamente pequeños, tienen economías bastante abiertas y dinámicas, siguen políticas de apertura unilateral y, además, son miembros de la APEC.
El propósito del acuerdo comercial original entre los países del Océano Pacífico, era eliminar el 90% de los aranceles entre los países miembros al 1 de enero del año 2006, y eliminarlos completamente antes del año 2015.

### Ingreso de Estados Unidos y TPP

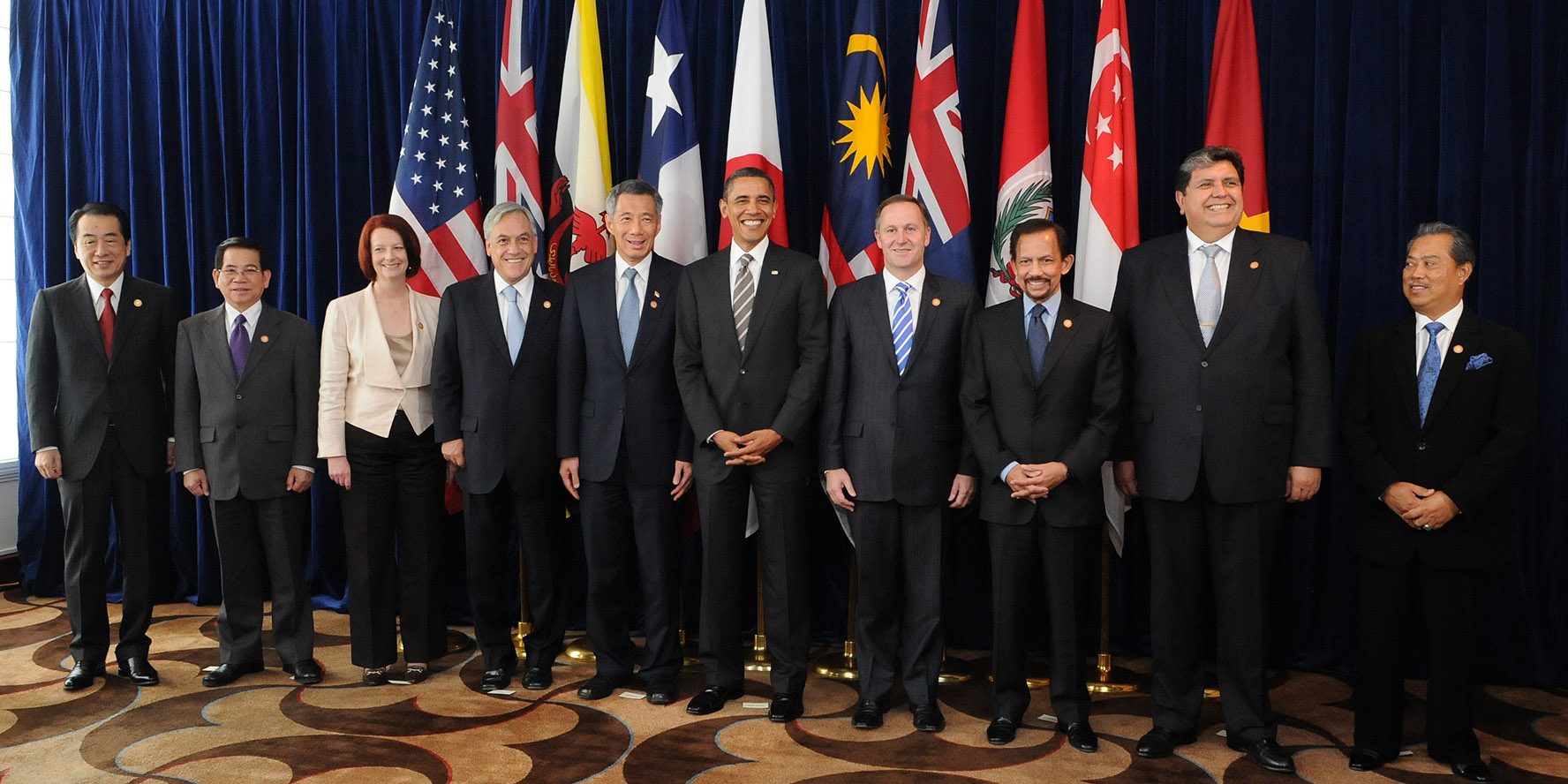
Líderes de los países que negociaban el TPP en 2010. Posteriormente se integrarían Canadá y Japón.

No obstante lo anterior, el verdadero impulso del TPP ocurrió cuando Estados Unidos expresó su interés por la zona de Asia Pacífico. El presidente de los Estados Unidos George W. Bush informó al Congreso el 22 de septiembre de 2005 la intención de su país de adherirse a dicha negociación.
Otros ocho países —Australia, Canadá, Estados Unidos, Japón, Malasia, México, Perú y Vietnam— entraron posteriormente a las negociaciones del nuevo tratado, ahora conocido como Acuerdo Transpacífico de Cooperación Económica (TPP). Japón se unió como observador de las discusiones de la TPP que se realizaron el 13 y 14 de noviembre de 2010, de forma adjunta a la cumbre APEC de Yokohama. Japón declaró su intención de unirse a las negociaciones el 13 de marzo de 2013 y su primer ministro Shinzō Abe hizo el anuncio oficial el 15 de marzo de 2013. La TPP invitó formalmente a Japón a entrar en las negociaciones en abril y Japón se convirtió en un miembro pleno para negociar a partir de agosto de 2013.
Las negociaciones del TPP se centraron en más de 20 mesas de trabajo, incluyendo agricultura, aduanas, bienes industriales, reglas de origen, textiles, servicios, servicios financieros, movilidad de personas de negocios, inversión, telecomunicaciones, competencia/empresas comerciales del Estado, comercio y medio ambiente, compras de gobierno, derechos de propiedad intelectual, medicinas, comercio y trabajo, medidas sanitarias y fitosanitarias, obstáculos técnicos al comercio, remedios comerciales, y temas legales/institucionales.

## Miembros

### Actuales
| País          | Miembro P4 | Declaración de intención | Firma                |
| ------------- | ---------- | ------------------------ | -------------------- |
| Australia     | No         | 20 de noviembre de 2008  | 4 de febrero de 2016 |
| Brunéi        | Sí         | febrero de 2008          | 4 de febrero de 2016 |
| Canadá        | No         | junio de 2012            | 4 de febrero de 2016 |
| Chile         | Sí         | febrero de 2008          | 4 de febrero de 2016 |
| Japón         | No         | 11 de noviembre de 2011  | 4 de febrero de 2016 |
| Malasia       | No         | octubre de 2010          | 4 de febrero de 2016 |
| México        | No         | junio de 2012            | 4 de febrero de 2016 |
| Nueva Zelanda | Sí         | febrero de 2008          | 4 de febrero de 2016 |
| Perú          | No         | noviembre de 2008        | 4 de febrero de 2016 |
| Singapur      | Sí         | febrero de 2008          | 4 de febrero de 2016 |
| Vietnam       | No         | noviembre de 2008        | 4 de febrero de 2016 |

### Retirados
| País           | Miembro P4 | Declaración de intención | Firma                | Retiro              |
| -------------- | ---------- | ------------------------ | -------------------- | ------------------- |
| Estados Unidos | No         | febrero de 2008          | 4 de febrero de 2016 | 23 de enero de 2017 |

Tras ganar las elecciones presidenciales de 2016, el entonces presidente electo de los Estados Unidos, Donald Trump, oficializó en un mensaje videograbado el 21 de noviembre de 2016, donde manifestó que como promesa de campaña política, al asumir el poder iniciará el proceso para que su país abandone el TPP, por no convenir a los intereses de los trabajadores estadounidenses. Tras su toma de posesión como presidente, el 23 de enero de 2017, Trump firmó una orden para retirar a Estados Unidos del tratado.

### Potenciales
Corea del Sur expresó su interés en unirse en noviembre de 2010, y recibió la invitación oficial de los Estados Unidos a unirse a las rondas de negociación de TPP después de la conclusión exitosa del Tratado de libre comercio entre ambos países en diciembre de 2012. El país cuenta ya con acuerdos bilaterales con algunos de los miembros de TPP, pero aún hay que llegar a acuerdos en algunas áreas, como la fabricación de vehículos y agricultura. Eso hace que una negociación multilateral como la TPP sea complicada.
Otros países que han expresado su interés en una membresía en TPP son Taiwán, Filipinas, Laos, Colombia, Costa Rica, e Indonesia. Bangladés, India también han sido mencionados como potenciales candidatos. A pesar de la oposición inicial, China también tiene algún interés en unirse en algún momento al TPP.
El 20 de noviembre de 2012, el gobierno de Tailandia anunció que desea unirse al TPP. Lo hizo durante una visita del Presidente de los Estados Unidos Barack Obama, y si continúa el proceso que siguieron Canadá y México, Tailandia estará en la posición excepcional de tener que aceptar cualquier texto existente ya acordado, sin siquiera haberlo visto.
El 16 de junio de 2018, Colombia solicitó formalmente su ingreso al Acuerdo Transpacífico de Cooperación Económica (TTP), como lo confirmó el secretario mexicano de Economía de México, Ildefonso Guajardo.
En 2022, el gobierno de Luis Lacalle Pou anunció la intención de Uruguay de unirse al bloque, lo que fue avalado por los países miembros.

## Críticas
La propuesta estadounidense ha sido acusada de ser excesivamente restrictiva, introduciendo fuertes medidas de protección de la propiedad intelectual, aún más severas que las del tratado de libre comercio entre Corea del Sur y los Estados Unidos y al Acuerdo Comercial Antifalsificación (ACTA), e incluso han sido comparadas al polémico proyecto de ley Stop Online Piracy Act (SOPA). También podría afectar la disponibilidad de medicamentos genéricos en los países en desarrollo que formen parte de este acuerdo comercial en el futuro.
Organizaciones de derechos humanos también han criticado que el tratado se haya discutido en secreto, e incluso parlamentarios de los países involucrados no han podido acceder a los documentos libremente. El 13 de noviembre de 2013, WikiLeaks publicó un borrador completo del capítulo de Propiedad Intelectual del tratado.
El TPP es considerado un sucesor del Área de Libre Comercio de las Américas en la estrategia comercial de EE. UU.  El ALCA había sido descartado tras la IV Cumbre de las Américas realizada en Argentina en 2005, debido a las desventajas que conllevaba para los países de la región sudamericana y, en particular, para los miembros del Mercado Común del Sur (Mercosur).